# لنسبرو (ماساچوست)
لنسبرو، ماساچوست
لنسبرو (به انگلیسی: Lanesborough) شهرکی در شهرستان برکشایر ایالت ماساچوست می‌باشد که در سال ۱۷۶۵ بنیان‌گذاری شده‌است. این شهرک در سرشماری سال ۲۰۱۰ میلادی، ۳٬۰۹۱ نفر جمعیت داشته‌است.